# Ferrari 246 F1
O Ferrari 246 F1 é o modelo da Ferrari utilizado nas temporadas de 1958, 1959 e 1960. Foi guiado por Cliff Allison, Jean Behra, Tony Brooks, Peter Collins, Olivier Gendebien, Richie Ginther, Jose-Froilan Gonzalez, Dan Gurney, Mike Hawthorn, Phil Hill, Willy Mairesse, Luigi Musso e Wolfgang Graf Berghe von Trips
Com esse modelo o piloto Mike Hawthorn conquistou o campeonato mundial de 1958 obtendo 4 pole positions, 5 voltas mais rápidas, 7 podiums e apenas 1 vitória.